# Stefano Oldani
Stefano Oldani (* 10. Januar 1998 in Mailand) ist ein italienischer Radrennfahrer.

## Werdegang
Als Juniorenfahrer wurde Oldani 2016  italienischer Meister im Einzelzeitfahren und gewann eine Etappe und Punktewertung des Grand Prix Rüebliland.
Im Erwachsenenbereich war Oldani 2019 Mitglied des UCI Continental Teams Kometa, für das er im Vorjahr bereits als Stagiaire fuhr. Er wechselte 2020 zum UCI WorldTeam Lotto Soudal und bestritt mit dem Giro d’Italia 2020 seine erste Grand Tour, die er als 98. beendete.
Zur Saison 2022 schloss sich Oldiani dem belgischen UCI ProTeam Alpecin-Fenix an, für das er die hügelige 12. Etappe des Giro d’Italia 2022 im Sprint einer dreiköpfigen Ausreißergruppe gewann.

## Erfolge
2016
- Italienischer Meister – Einzelzeitfahren (Junioren)
- eine Etappe und Punktewertung Grand Prix Rüebliland

2022
- eine Etappe Giro d’Italia

## Grand-Tour Platzierungen
| Grand Tour            | 2020 | 2021 | 2022 | 2023 | 2024 | 2025 |
| --------------------- | ---- | ---- | ---- | ---- | ---- | ---- |
| Giro d’ItaliaGiro     | 98   | 79   | 84   | 45   | DNF  | 67   |
| Tour de FranceTour    | –    | –    | –    | –    | –    |      |
| Vuelta a EspañaVuelta | –    | –    | –    | –    | –    |      |